# Belvedur
Belvedur este o localitate din comuna Koper, Slovenia, cu o populație de 12 locuitori.